# Endrunde der Deutschen Mannschaftsmeisterschaft im Schach 1979
Die Endrunde der Deutschen Mannschaftsmeisterschaft im Schach 1979 fand vom 15. bis 17. Juni in Bad Kissingen statt. Über die viergleisige Bundesliga hatten sich die Hamburger SG (Gruppe Nord), die SG Porz (Gruppe West), Königsspringer Frankfurt (Gruppe Südwest) und SC Anderssen Bavaria München (Gruppe Süd) qualifiziert.

## 1. Runde
In der 1. Runde erreichte sowohl der Titelverteidiger Königsspringer Frankfurt gegen die Hamburger SG als auch der Mitfavorit SG Porz gegen Anderssen Bavaria München einen knappen Sieg.
| Brett | Hamburger SG     | Königsspringer Frankfurt | 3,5:4,5 |
| ----- | ---------------- | ------------------------ | ------- |
| 1     | Walter Rostalski | Bela Soos                | 0,5:0,5 |
| 2     | Heinz Türk       | Dieter Mohrlok           | 0,5:0,5 |
| 3     | Norbert Pokern   | Peter Staller            | 0:1     |
| 4     | Christian Hess   | Gerhard Fahnenschmidt    | 1:0     |
| 5     | Bodo Rhodin      | Wolfram Bialas           | 0,5:0,5 |
| 6     | Jörg Müller      | Jürgen Haakert           | 0:1     |
| 7     | Frithjof Boog    | Herbert Geisdorf         | 0,5:0,5 |
| 8     | Uwe Jürgens      | Hans-Joachim Clara       | 0,5:0,5 |

| Brett | SG Porz             | AB München         | 5:3     |
| ----- | ------------------- | ------------------ | ------- |
| 1     | Robert Hübner       | Arnulf Westermeier | 1:0     |
| 2     | Bodo Schmidt        | Bernd Saacke       | 0,5:0,5 |
| 3     | Vlastimil Hort      | Ossi Weiner        | 1:0     |
| 4     | Helmut Reefschläger | Rainer Ungnad      | 0,5:0,5 |
| 5     | Mathias Gerusel     | Jürgen Schulz      | 1:0     |
| 6     | Dario Dončević      | Klaus Tschauner    | 0,5:0,5 |
| 7     | Paul Tröger         | Maximilian Leitner | 0:1     |
| 8     | Volker Wolf         | Martin Hock        | 0,5:0,5 |

## 2. Runde
Auch in der 2. Runde blieben sowohl die SG Porz als auch Königsspringer Frankfurt siegreich, wobei die Porzer mit einem Brettpunkt Vorsprung in die Schlussrunde gingen.
| Brett | AB München         | Königsspringer Frankfurt | 3:5     |
| ----- | ------------------ | ------------------------ | ------- |
| 1     | Ossi Weiner        | Bela Soos                | 0,5:0,5 |
| 2     | Arnulf Westermeier | Dieter Mohrlok           | 0,5:0,5 |
| 3     | Rainer Ungnad      | Peter Staller            | 0:1     |
| 4     | Bernd Saacke       | Gerhard Fahnenschmidt    | 0,5:0,5 |
| 5     | Klaus Tschauner    | Wolfram Bialas           | 1:0     |
| 6     | Jürgen Schulz      | Dieter Hottes            | 0,5:0,5 |
| 7     | Martin Hock        | Jürgen Haakert           | 0:1     |
| 8     | Maximilian Leitner | Hans-Joachim Clara       | 0:1     |

| Brett | SG Porz             | Hamburger SG     | 5,5:2,5 |
| ----- | ------------------- | ---------------- | ------- |
| 1     | Robert Hübner       | Walter Rostalski | 1:0     |
| 2     | Bodo Schmidt        | Norbert Pokern   | 0,5:0,5 |
| 3     | Mathias Gerusel     | Heinz Türk       | 1:0     |
| 4     | Helmut Reefschläger | Christian Hess   | 0,5:0,5 |
| 5     | Paul Tröger         | Bodo Rhodin      | 0,5:0,5 |
| 6     | Dario Dončević      | Jörg Müller      | 0,5:0,5 |
| 7     | Claus Dähr          | Uwe Jürgens      | 0,5:0,5 |
| 8     | Volker Wolf         | Frithjof Boog    | 1:0     |

## 3. Runde
Porz hätte zum Titelgewinn bereits ein 4:4 gegen Königsspringer Frankfurt gereicht, sie gewannen aber sogar mit 6:2. Die Hamburger SG erreichte durch einen Sieg gegen Anderssen Bavaria München den dritten Platz.
| Brett | Königsspringer Frankfurt | SG Porz             | 2:6     |
| ----- | ------------------------ | ------------------- | ------- |
| 1     | Bela Soos                | Robert Hübner       | 0:1     |
| 2     | Dieter Mohrlok           | Bodo Schmidt        | 0,5:0,5 |
| 3     | Gerhard Fahnenschmidt    | Vlastimil Hort      | 0,5:0,5 |
| 4     | Peter Staller            | Mathias Gerusel     | 0:1     |
| 5     | Jürgen Haakert           | Helmut Reefschläger | 0:1     |
| 6     | Wolfram Bialas           | Paul Tröger         | 0,5:0,5 |
| 7     | Dieter Hottes            | Volker Wolf         | 0:1     |
| 8     | Hans-Joachim Clara       | Dario Dončević      | 0,5:0,5 |

| Brett | Hamburger SG     | AB München         | 4,5:3,5 |
| ----- | ---------------- | ------------------ | ------- |
| 1     | Walter Rostalski | Arnulf Westermeier | 0,5:0,5 |
| 2     | Heinz Türk       | Ossi Weiner        | 1:0     |
| 3     | Norbert Pokern   | Rainer Ungnad      | 1:0     |
| 4     | Christian Hess   | Bernd Saacke       | 0,5:0,5 |
| 5     | Bodo Rhodin      | Jürgen Schulz      | 0,5:0,5 |
| 6     | Uwe Jürgens      | Klaus Tschauner    | 0,5:0,5 |
| 7     | Jörg Müller      | Maximilian Leitner | 0,5:0,5 |
| 8     | Frithjof Boog    | Klaus Reinecke     | 0:1     |

## Abschlusstabelle
|    | Verein                       | Sp | G | U | V | MP  | Brett-P.  |
| -- | ---------------------------- | -- | - | - | - | --- | --------- |
| 1. | SG Porz                      | 3  | 3 | 0 | 0 | 6:0 | 16,5:7,5  |
| 2. | Königsspringer Frankfurt     | 3  | 2 | 0 | 1 | 4:2 | 11,5:12,5 |
| 3. | Hamburger SG                 | 3  | 1 | 0 | 2 | 2:4 | 10,5:13,5 |
| 4. | SC Anderssen Bavaria München | 3  | 0 | 0 | 3 | 0:6 | 9,5:14,5  |

## Die Meistermannschaft
| 1.            | SG Porz |
| Schachfiguren | Robert Hübner, Bodo Schmidt, Vlastimil Hort, Helmut Reefschläger, Mathias Gerusel, Dario Dončević, Paul Tröger, Volker Wolf, Claus Daehr. |